# Dust (Band)
Dust war eine US-amerikanische Hard-Rock-Band, die in den frühen 1970er Jahren  aktiv war.

## Geschichte
Dust wurde in den späten 1960er Jahren von Richard Wise, Kenny Aaronson und Marc Bell gegründet. Kenny Kerner schrieb die Texte der Band und war als Produzent und Manager tätig. Ihr Debütalbum wurde bei Kama Sutra Records 1971 veröffentlicht, im Folgejahr wurde ein zweites Album bei demselben Label veröffentlicht. Heutzutage werden diese beiden einzigen Alben der Band unter Sammlern und Musikliebhabern als ungewöhnlich frühe Heavy-Metal-Werke geschätzt.

## Nach der Auflösung
Alle Bandmitglieder gingen nach Auflösung von Dust anderen Projekten nach.
Mitte der 1970er Jahre arbeitete Bell mit Wayne County and the Backstreet Boys, Estus und Richard Hell & The Voidoids. 1978 ersetzte er Thomas Erdelyi bei den Ramones und nahm den Künstlernamen Marky Ramone an. Die Ramones wurden 2001 in die Rock and Roll Hall of Fame aufgenommen und wurden 2011 mit dem Grammy Lifetime Achievement Award für ihr Lebenswerk gewürdigt.  Inzwischen ist Bell als Radiomoderator tätig, außerdem ist er mit seiner Band Marky Ramone’s Punk Rock Blitzkrieg aktiv. Darüber hinaus hatte er bereits in vielen Fernsehsendungen und -serien Gastauftritte.
Aaronson spielte bei den Stories, mit denen er in den 1970ern in den USA mehrere Nummer-1-Hits landen konnte. Außerdem ging er unter anderem mit Edgar Winter, Joan Jett, Bob Dylan, Billy Idol, Billy Squier, Foghat, HSAS, Brian Setzer, Mick Taylor, Dave Edmunds, Graham Parker, Hall and Oates, Leslie West und Rick Derringer auf Tour.
Wise und Kerner produzierten unter anderem Material für Kiss.

## Diskografie
- 1971: Dust (Kama Sutra Records)
- 1972: Hard Attack (Kama Sutra Records)